# آنا أرتامونوفا
آنا ارتامونوفا 27 سبتمبر 1980 مواليد 27 سبتمبر 1980 ) هي لاعبة كرة طائرة روسية. تلعب في المنتخب الوطني الروسي لكرة الطائرة للسيدات .
شاركت في سباق الجائزة الكبرى العالمي FIVB لكرة الطائرة لعام 2006 . لعبت لزيريتش في عام 2006.

## روابط خارجية
- الملف الشخصي في FIVB.org